# N'oublie pas que tu vas mourir
N'oublie pas que tu vas mourir è un film del 1995 diretto da Xavier Beauvois.
La pellicola ha vinto il Premio della giuria al 48º Festival di Cannes.
Il titolo è la versione in francese della celebre locuzione latina "Memento mori".

## Riconoscimenti
- Festival di Cannes 1995
  - Premio della giuria
- Premio Jean Vigo